# Tereza de Arriaga
Tereza de Arriaga (Lisboa, 5 de fevereiro de 1915 – Oeiras, 12 de agosto de 2013) foi uma pintora e professora portuguesa.
Com um percurso discreto e pouco linear, inicia-se nas artes plásticas sob a motivação do neorrealismo, nos anos 1940, tendo evoluído então para trabalhos abstractizantes de carácter geométrico. Todavia, é só a partir de finais dos anos 1960 que a sua obra ganha mais consistência. Mantendo a sensibilidade social como traço da sua expressão plástica, vai evoluir para uma exploração aprofundada da cor e das linhas, inspirando-se numa poética da relação humana ao mistério dos elementos naturais. As suas obras são assinadas simplesmente com "Tereza Arriaga" ou "Tarriaga".
Era neta do presidente Manuel de Arriaga.

## Biografia

### Nascimento e família
Nascida a 5 de fevereiro de 1915, no Palácio Nacional de Belém, Tereza Arriaga, cujo nome completo completo era Maria Thereza d' Almeida Pinheiro d' Arriaga, era filha de Maria Isabel de Almeida Pinheiro de Arriaga (1891–1918) e de Roque Manuel de Melo de Arriaga Brum da Silveira (1885–1977), na altura secretário pessoal do primeiro presidente eleito da República Portuguesa e seu pai Manuel de Arriaga. Nos seus primeiros meses de vida viveu com a família numa parte arrendada do palácio, sendo no entanto obrigada a abandonar esta morada, debaixo de balas, durante a Revolta de 14 de maio de 1915, que pôs fim ao mandato presidencial do seu avô.

### Infância e educação
Fixando-se no Monte Estoril, em Cascais, com apenas três anos de idade ficou órfã de mãe, vítima de gripe pneumónica aos 27 anos, sendo então educada pelo seu pai num meio cultural privilegiado e politicamente esclarecido onde preponderavam os ideais republicanos. Durante a sua infância recebeu, tal como os seus irmãos, a primeira instrução em casa, dada pelo seu pai, e através de outras experiências educativas que passaram, nomeadamente, por uma preceptora inglesa e pelo internato no Colégio da Pena, em Sintra, de pendor religioso. Posteriormente, a família regressou a Lisboa e Tereza ingressou no Colégio Inglês, escola de ensino particular e de orientação severa, onde concluiu a instrução primária já tardiamente.
Apesar do republicanismo do seu pai, a sua educação tendeu para o que era o ideal burguês da época: saber ler e escrever, tocar piano e aprender Francês. Sentindo que essa educação atrasava o seu percurso artístico e académico, tentou por iniciativa própria seguir o estudo de piano, contudo, já no fim da adolescência, decidiu investir todos os seus esforços no desenho, com o propósito de entrar na Escola de Belas Artes. Durante o mesmo período, frequentou por pouco tempo o atelier de pintura de Raquel Roque Gameiro, filha do pintor e aguarelista português Alfredo Roque Gameiro. Não se sentindo satisfeita com o que por lá aprendia abandonou as aulas privadas e ingressou então num curso nocturno na Sociedade Nacional de Belas Artes, onde era a única mulher inscrita na sua turma. Foi aluna do professor Frederico Aires, que lhe emprestava bustos de gesso do seu atelier para esta treinar várias técnicas de desenho.

### Formação académica
Dedicada e com ambição, «num tempo em que eram raras as mulheres que abraçavam de um modo profissional a carreira artística», no ano seguinte conseguiu entrar no curso de Pintura da Escola de Belas Artes de Lisboa, onde conheceu o estudante e futuro pintor Jorge de Oliveira, que reencontrou mais tarde em Leiria e com quem veio a casar. No final do 3.º ano resolveu ir trabalhar e interrompeu o curso, voltando aos estudos somente em 1952, quando concluiu o curso de Pintura.

### Carreira
Tendo interrompido os seus estudos, começou então a leccionar Desenho na Escola Industrial de Marinha Grande, uma cidade-oficina do vidro situada em pleno Pinhal de Leiria, na região centro do país, onde residiu entre 1944 e 1945. Esta escola estava situada no perímetro da antiga Fábrica Nacional dos Vidros, a maior fábrica de vidro do país, mais tarde designada Fábrica-Escola Irmãos Stephens, fundada em 1769 por Guilherme Stephens, e onde hoje está instalado o Museu do Vidro. Para além da actividade de ensino, onde procurou implementar métodos pedagógicos pela arte, contactando directamente com a realidade operária, começou a desenhar uma série de esboços, intitulados “Meninos operários”, uma grande parte deles em papel de embrulho, onde retratava sobretudo os gestos e os rostos cansados e enrugados pela desidratação das crianças que trabalhavam nas fábricas de vidro. Inspirada pela sua experiência na Marinha Grande, realizou também uma pintura a óleo de grandes dimensões, nomeada “Vidreiros”, que entregou como tese final do curso de Pintura e que ainda hoje se encontra na propriedade da Faculdade de Belas-Artes da Universidade de Lisboa.
Entre 1944 e 1985 foi professora de Desenho em várias escolas, incluindo a Escola Artística António Arroio.
Dedicando-se com empenho quer à maternidade, tendo sido mãe pela única vez em 1948, quer à profissão como professora, a sua carreira de pintora ficou durante anos em segundo plano, diferentemente de seu marido, Jorge de Oliveira, cuja obra desde cedo se tornou uma referência na história da arte portuguesa, tendo participado nos movimentos emergentes do neorrealismo e do surrealismo, e sido um dos pioneiros do abstracto-geometrismo em Portugal. A pulsão criativa esteve no entanto sempre presente, e mesmo na ausência de um trabalho sistemático, participou em diversas exposições a título colectivo e realizou inúmeros esboços e projectos, muitos deles em simples bilhetes de eléctrico ou em papelinhos de telefone, que mais tarde viriam a traduzir-se em apontamentos desenvolvidos. Neste longo período dedicou-se também à aguarela, explorando o seu potencial técnico na elaboração de projectos para telas a óleo, que viria a usar para a grande maioria dos seus trabalhos, pois tal como a própria pintora disse "o óleo é como cavar a terra", enquanto a aguarela permitia-lhe uma maior liberdade e rapidez no momento da criação conceptual.
Sendo também uma desenhadora exímia, nos anos 1950 e 60 dedicou-se principalmente ao retrato e, entre 1951 e 1952, à pintura em atmosfera geométrica. Colaborou ainda, em 1966 e 1967, com a Sociedade Cooperativa de Gravadores Portugueses, conhecida por Cooperativa Gravura, expondo nas exposições de final de curso.
Somente a partir dos anos finais da década de 1960, Tereza Arriaga começa a dedicar-se com mais disciplina e assiduidade à pintura.

### Resistência política
Ainda na Marinha Grande, sensibilizada pela terrível realidade que testemunhou, motivada pela conjuntura final da Segunda Guerra Mundial e pelo desenvolvimento de actividades políticas anti-regime, nomeadamente contra o Estado Novo e António de Oliveira Salazar, Tereza Arriaga desenvolveu uma série de iniciativas de âmbito cultural-político, designadamente, através de clubes e associações operárias, onde realizava conferências temáticas sobre os direitos das mulheres e os direitos laborais, não esquecendo algumas abordagens pedagógicas onde introduzia a importância da música ou da história, levando à vila industrial intelectuais e artistas de Lisboa como Fernando Lopes-Graça, Maria Isabel Aboim Inglês ou o historiador Flausino Torres.
Entre os anos 1940 e 1950, envolveu-se também em algumas manifestações e associações político-antifascistas que a levaram a ser detida pela PIDE e encarcerada na prisão de Caxias durante 110 dias. Devido ao facto de ter cumprido pena, viu a sua carreira ser ameaçada, sofrendo bastantes dificuldades em ser aceite em várias escolas do país.

### Morte
Tereza de Arriaga faleceu a 12 de agosto de 2013, em Oeiras, onde residia, com 98 anos de idade.

## Fases de criação plástica
Apesar dos inúmeros esboços (como, por exemplo, a série de carvões sobre os meninos operários, de pendor neorrealista) e criações pontuais mais elaboradas, só a partir de 1967 Tereza Arriaga se entregou com mais consistência e profissionalismo à pintura.
Dividindo a sua obra em fases plásticas, a própria autora classificou os seus estudos em três séries, que correspondem a três períodos: Bioburgos, Helioburgos e Biohélios. Considerando que a todos assiste a procura de um ideal de perfeição e a expressão de uma inquietação interior, segundo as suas palavras, a fase "bioburga" refere-se à representação de todos os seres, animais e humanos, inseridos num sistema muito mais vasto, nomeadamente em burgos. Por sua vez, a fase "helioburga", marcada pelo elemento hélio, remete para o confronto do espaço com a luz, inserindo-se numa busca emocional e intelectual das ligações cósmicas entre os seres que só podem ser expressas no limiarismo e na ambiguidade, entre o sonho e a emoção, o dentro e fora, o perto e o longe, o encontrar e o perder. Enquadrado numa linguagem poética, a relação reverencial aos elementos vivos, que são todos os elementos do Universo, regista assim a fase "biohélia". A sua pintura, segundo a sua própria definição, “são sítios aonde ir”. Nesta busca, deixa transparecer frequentemente ora um tom irónico e crítico, ora um tom traumático e filosófico. O seu projecto plástico explora deste modo, sobretudo, o poder da cor na sua ligação às formas geométricas, as quais se fundem num limiarismo conceptual e sugestivo.
A sua obra está representada na colecção do Museu Nacional de Arte Contemporânea do Chiado, e em colecções institucionais e particulares, nacionais e estrangeiras.

## Obras
Eis uma lista não exaustiva das obras mais significativas de Tereza Arriaga:
Bioburgos
- Em Novelo, óleo s/ madeira prensada, 65x46 cm, 1967.
- Domínio, óleo s/ madeira prensada, 62x43 cm, 1967.
- Sua Excelência, óleo / madeira prensada, 62x40 cm, 1967.
- Dona, óleo s/ madeira prensada, 56x39 cm, 1968.
- Bioburgo, óleo s/ tela, 73x54 cm, 1968.
- Quietude, óleo s/ madeira prensada, 62x40 cm, 1970.
- Refúgio, óleo s/ tela, 92x65 cm, 1971.
- Ser-não ter, óleo s/ tela, 92x60 cm, 1971.
- Noite pessoa, óleo s/ tela, 92x60 cm, 1971.
- Pastilha elástica, óleo s/ tela, 65x46 cm, 1972.
- Fulgor, óleo s/ tela, 100x65 cm, 1972.
- Cativeiro,óleo s/ tela, 100x65 cm, 1972.
- Seiva I, óleo s/ tela, 116,81 cm, 1972.
- Querida flor, óleo s/ tela, 81x60 cm, 1973.
- Seiva II, óleo s/ tela, 116x81 cm, 1973.
- Entardecer, óleo s/ tela, 81x60 cm, 1973.
- Renascer, óleo s/ tela, 116x81 cm, 1973.
- Indo, óleo s/ tela, 81x60 cm, 1974 (esta pintura chamou-se inicialmente No Amarelo).
- Existência-Inexistência, óleo s/ tela, 116x81 cm, 1974.
- Aterraestámorrendo, óleo s/ tela, 81x60 cm, 1979.
- ...e quero rios de água potável..., óleo s/ tela, 81x60 cm, 1979.

Helioburgos
- ...Na penumbra, óleo s/ tela, 92x65 cm, 1985.
- Meditação, óleo s/ tela, 73x54 cm, 1987.
- No vermelho, óleo s/ tela, 81x60, 1989.
- Sonhar montanhas, óleo s/ tela, 80x60 cm, 1990.
- Noites acordadas, óleo s/ tela, 81x60 cm, 1990.
- Mistério, óleo s/ tela, 81x60 cm, 1990.
- Algo ao longe, óleo s/ tela, 81x60 cm, 1990.
- A noz, óleo s/ tela, 81x60 cm, 1990.
- Invernal, óleo s/ tela, 73x54, 1990.
- Mistério nocturno, óleo s/ tela, 65x50 cm, 1990.
- Cachos de luas, óleo s/ tela, 81x60 cm, 1990.
- Eu noite, óleo s/ tela, 81x54 cm, 1990.
- Um olhar, óleo s/ tela, 65x50 cm, 1991.
- No azul, óleo s/ tela, 92x65 cm, 1991.
- ...Ao Sol I, óleo s/ tela, 92x65 cm, 1992.
- ...Ao Sol II, óleo s/ tela, 100x73 cm, 1992.
- ...Ao Sol III, óleo s/ tela, 100x73 cm, 1992.
- Manhãs, óleo s/ tela, 100x73 cm, 1992.
- Sideral, óleo s/ tela, 100x73 cm, 1992.
- Janela da noite, óleo s/ tela, 92x65 cm, 1992.
- Noite, óleo s/ tela, 100x73 cm, 1993.
- Flor do Sol, óleo s/ tela, 100x73 cm, 1993.

(mais...)
Biohélios
- Ecos da memória, óleo s/ tela, 100x73 cm, 1994.
- La fajro (Fogo, em esperanto), óleo s/ tela, 100x73 cm, 1995.
- Vibrações, óleo s/ tela, 116x89 cm, 1995.
- Abandono, óleo s/ tela, 100x73 cm, 1995.
- Âmago, óleo s/ tela, 81x60 cm, 1995.
- Evocando, óleo s/ tela, 100x81 cm, 1996.
- Xantos, óleo s/ tela, 100x73 cm, 1998.
- Du, óleo s/ tela, 92x73 cm, 1998.
- Personagem, óleo s/ tela, 100x73 cm, 1999.
- Infindo II, óleo s/ tela, 81x60 cm, 1999.
- Sinal, óleo s/ tela, 100x73 cm, 2002.

(mais...)

## Exposições
- 1946 (colectiva), Ateneu Comercial do Porto.
- 1946 (colectiva), I Exposições Gerais de Artes Plásticas, Sociedade Nacional de Belas Artes, Lisboa.
- 1966 (colectiva), Exposição do curso de gravura, Cooperativa Gravura, Lisboa.
- 1967 (colectiva), Exposição do curso de gravura, Cooperativa Gravura, Lisboa.
- 1974 (individual), Bioburgos, Galeria Diprove, Lisboa (adiada para Maio por causa do 25 de Abril; a que estava prevista para o Porto já não se realizou; texto de catálogo de Salette Tavares, antiga directora da secção portuguesa da AICA, Associação Internacional de Críticos de Arte; sobre esta primeira exposição individual o arquiteto Mário de Oliveira foi o único crítico de arte que escreveu sobre Tereza num artigo no Diário de Notícias).[4]
- 1989 (colectiva), Forum de Arte (na escola particular O Formigueiro).
- 1990 (colectiva), 75 artistas em Mesão Frio.
- 1991 (colectiva), I Bienal de Artes do Concelho do Sabugal.
- 1991 (colectiva), Salão Convívio da Sociedade Nacional de Belas Artes, Lisboa.
- 1992 (colectiva), Galeria Míron.
- 1992 (colectiva), Caixa da Arte, Porto.
- 1992 (colectiva), Salão Convívio da Sociedade Nacional de Belas Artes, Lisboa.
- 1992 (colectiva), Aspectos das Artes Plásticas em Portugal, lançamento do livro, Lisboa e Porto.
- 1993 (colectiva), Caixa da Arte, pequeno formato, Porto.
- 1993,(individual), Helioburgos, Galeria Espiral, Oeiras.
- 1993 (colectiva), Poemarte, Oficina de Cultura de Almada.
- 1993 (colectiva), Salão Convívio da Sociedade Nacional de Belas Artes, Lisboa.
- 1994 (colectiva), Poemarte, Oficina de Cultura de Almada.
- 1994 (colectiva), Galeria Espiral, Oeiras, Pintura-escultura-cerâmica.
- 1995 (colectiva), Salão Convívio da Sociedade Nacional de Belas Artes, Lisboa.
- 1995 (colectiva), Centro Comunitário Paroquial, Caxias.
- 1998 (colectiva), Salão Convívio da Sociedade Nacional de Belas Artes, Lisboa.
- 2001 (colectiva), Salão Anual dos Sócios da SNBA.
- 2002 (colectiva), Salão Convívio da Sociedade Nacional de Belas Artes, Lisboa.
- 2007,(individual), Pintura, Galeria da Biblioteca Municipal de Vila Franca de Xira.
- 2007,(colectiva), Inauguração do Museu do Neo-Realismo em Vila Franca de Xira.